# Thorpe Abbotts
Thorpe Abbotts är en by i civil parish Brockdish, i distriktet South Norfolk, i grevskapet Norfolk i England. Byn är belägen 8 km från Diss. Thorpe Abbots var en civil parish fram till 1935 när blev den en del av Brockdish. Civil parish hade 170 invånare år 1931. Byn nämndes i Domedagsboken (Domesday Book) år 1086, och kallades då T(h)orp.